# Chamaecyparis thyoides
Chamaecyparis thyoides (o falso cipresso) è una specie delle Cupressaceae, nativa della costa atlantica nordamericana.
È naturalizzata nella zona costiera che va dal Maine alla Georgia, lungo il Golfo del Messico, Florida e Mississippi.
È una delle due specie di Chamaecyparis presenti nel Nord America insieme alla ben più famosa Chamaecyparis Lawsoniana presente sulla costa ovest.
È possibile identificare due varietà geograficamente isolate, considerate alternativamente specie o sottospecie.

## Distribuzione e habitat
Chamaecyparis thyoides cresce principalmente al di sotto dei 50 m sul livello del mare, principalmente lungo l'East Coast e il golfo del Messico, mentre rari gruppi possono essere trovati sugli Appalachi, ma mai oltre i 460 m sul livello del mare.
L'habitat preferito è rappresentato dalle zone umide dal veloce ricambio d'acqua infatti è classificato secondo il "wetland inidcator status" come specie facoltativa delle zone umide, riuscendo comunque a sopportare terreni umidi solamente durante il periodo vegetativo.
Il terreno di crescita è tipico delle torbiere caratterizzato da uno spesso strato di materiale organico misto a materiale sabbioso con basso drenaggio causando così una forte mancanza di ossigeno, la presenza di conifere associata alla decomposizione di materiale organico fa impennare l'acidità del terreno.

## Rischi legati all'habitat e proprietà ecologiche
A causa della generale diminuzione artificiale delle aree umide la specie ha subito e continua a subire una rapida diminuzione del proprio habitat. Inoltre i numerosi incendi, disboscamenti ed estrazioni della torba continuano a danneggiare il patrimonio boschivo già in pericolo, addirittura è considerato raro in Georgia e nello stato di New York, minacciato nel Maine e localmente estinto in Pennsylvania.